# Raven of the Inner Palace
Raven of the Inner Palace (japonês: 後宮の烏, Hepburn: Kōkyū no Karasu) é uma série japonesa de light novel escrita por Kōko Shirakawa e ilustrada por Ayuko. Sete volumes foram publicados pela Shueisha desde Abril de 2018 até Abril de 2022 sob o selo Shueisha Orange Bunko. A adaptação da série de anime para televisão pelo estúdio Bandai Namco Pictures estreou em Outubro de 2022.
A série se passa na fictícia China antiga.

## Personagens
Liu Shouxue (柳 寿雪, Ryū Jusetsu)
Voz de: Saku Mizuno (Japonês), Alexis Tipton (Português)
Xia Gaojun (夏 高峻, Ka Kōshun)
Voz de: Masaaki Mizunaka (Japonês), Christopher Wehkamp, Reshel Mae (young) (Português)
Wei Qing (衛青, Ei Sei)
Voz de: Taku Yashiro (Japonês), Lee George (Português)
Jiujiu (九九)
Voz de: Marika Kōno (Japonês), Bryn Apprill (Português)
Onkei (温螢)
Voz de: Nobunaga Shimazaki
Tankai (淡海)
Voz de: Nobuhiko Okamoto
Ishiha (衣斯哈)
Voz de: Mana Hirata
Un Kajō (雲花娘)
Voz de: Reina Ueda

## Mídia

### Light novel
Na Anime Expo 2022, a editora Seven Seas Entertainment anunciou o licenciamento da série para publicação em inglês.

### Anime
Em 14 de Dezembro de 2021, uma adaptação para anime foi anunciada. Depois foi confirmado que a série seria produzida pelo estúdio Bandai Namco Pictures e dirigida por Chizuru Miyawaki, com os scripts sendo supervisionados por Satomi Ooshima, Shinji Takeuchi adaptando os designs de personagem de Ayuko para animação, e Asami Tachibana compondo a música. A estréia ocorreu em 1 de Outubro de 2022, nos canais Tokyo MX, GYT, GTV, BS11, e KTV. O tema de abertura é "Mysterious" de Queen Bee, enquanto o tema de encerramento é "Natsu no Yuki" (夏の雪, "Summer Snow") de Krage. A Crunchyroll licenciou a série, e transmitiu uma dublagem em inglês a partir de 22 de Outubro de  2022.
| N.º | Título | Dirigido por       | Escrito por      | Storyboarded by           | Exibição original      |
| --- | --- | ------------------ | ---------------- | ------------------------- | ---------------------- |
| 1 | "O Brinco de Jade - Parte 1" Transliteração: "Hisui no Mimikazari Zenpen" (em japonês: 翡翠の耳飾り 前篇) | Yasuhiro Minami    | Satomi Ōshima    | Chizuru Miyawaki          | 1 de outubro de 2022   |
| O imperador Gaojun acende ao trono ao tomar o poder da imperatriz viúva que havia matado sua mãe, e o deserdado. Ele se aproxima da Consorte Corvo Shouxue perguntando sobre o dono de um brinco de jade que aparentemente foi deixado por um espírito, mas ela o dispensa. Ele tenta denovo e persuade Shouxue a usar seus poderes místicos para revelar o espírito de uma dama da corte que morreu estrangulada. Gaojun pede ajuda a Shouxue para libertar o espírito e ela relutantemente concorda. Shouxue se veste como um atendente do palácio e deixa suas acomodações, encontrando a jovem atendente Jiujiu. Ela atualiza Shouxue sobre os eventos do palácio e revela que uma consorte, Ban Yingu, se enforcou após ser acusada se envenenar a Terceira Consorte, que era alegadamente infiel. Enquanto isso, Gaojun busca evidências para processar a imperatriz viúva pela morte de sua mãe. | |                    |                  |                           |                        |
| 2 | "O Brinco de Jade - Parte 2" Transliteração: "Hisui no Mimikazari Kōhen" (em japonês: 翡翠の耳飾り 後篇)  | Gorō Kuji          | Satomi Ōshima    | Gorō Kuji                 | 8 de outubro de 2022   |
| A pedido de Gaojun, Shouxue investiga o fantasma possuindo o brinco de jade. O dono do brinco era Ban Yingnu. Dez anos atrás, ela era suspeita de ter envenenado a Terceira Consorte e se enforcou. Para descobrir a verdade sobre sua morte, Shouxue vai para a lavanderia com sua dama de companhia Jiujiu, onde a atendente pessoal de Ban Yingnu, Su Hongqiao vive. Contudo, Su Hongqiao é incapaz de falar com elas pois, sua língua foi cortada. | |                    |                  |                           |                        |
| 3 | "Apito" Transliteração: "Hanabue" (em japonês: 花笛)                                                      | Yasuhiro Minami    | Satomi Ōshima    | Yasuhiro Minami           | 15 de outubro de 2022  |
| Un Kajō, a concubina de maior ranking do Palácio Interno, que vive no Palácio Oshido, aparece no Palácio Yaakegu. Kajō quer saber porque o sino não toca. Um sino de flor é pendurado no telhado no fim do inverno para prantear os que morreram naquele ano. É dito que os mortos regressam com os ventos que anunciam a chegada da primavera e tocam o sino. Un Kajō estava preocupada que seu apito não tocou quando seu amante, Ou Genyu, morreu. A seu pedido, Shouxue invoca o espírito de Ou Genyu e tenta falar com ele. | |                    |                  |                           |                        |
| 4 | "The Skylark Princess" Transliteração: "Princesa Laverca" (em japonês: 雲雀公主)                          | Daisuke Nakajima   | Masaki Tachihara | Daisuke Nakajima          | 22 de outubro de 2022  |
| Um fantasma de um laverca aparece para Yaumegu. Aparentemente ele tem arrependimentos e não pode fazer a travessia para o paraíso. Jiujiu sentiu pena e pediu a Shouxue que salvasse o pássaro. Shouxue investiga a Princesa Laverca, a dona do pássaro. Quando ela sai para perguntar a dama do palácio sobre a história da princesa, ela acaba ouvindo uma conversa. Parece que um palácio sem tecido para dar é um desperdício para a serviçal. Shouxue nunca havia dado nada a Jiujiu. | |                    |                  |                           |                        |
| 5 | "Confidente" Transliteração: "Futokorogatana" (em japonês: 懐刀)                                          | Ryō Yasumura       | Masaki Tachihara | Akira Nishimori           | 29 de outubro de 2022  |
| 6 | "O Rei do Verão e o Rei do Inverno" Transliteração: "Natsu no Ō, Fuyu no Ō" (em japonês: 夏の王、冬の王)  | Hisaya Takabayashi | Satomi Ōshima    | Hisaya Takabayashi        | 5 de novembro de 2022  |
| 7 | "Orando para o Vidro" Transliteração: "Hari ni Inoru" (em japonês: 玻璃に祈る)                            | Gorō Kuji          | Satomi Ōshima    | Gorō Kuji                 | 12 de novembro de 2022 |
| 8 | "Andorinha Azul" Transliteração: "Ao Tsubame" (em japonês: 青燕)                                          | Yasuhiro Minami    | Masaki Tachihara | Akira Nishimori           | 19 de novembro de 2022 |
| 9 | "A Voz da Água" Transliteração: "Mizu no Koe" (em japonês: 水の聲)                                        | Daisuke Nakajima   | Masaki Tachihara | Daisuke Nakajima          | 26 de novembro de 2022 |
| 10 | "O Homem Mascarado" Transliteração: "Kamen no Otoko" (em japonês: 仮面の男)                               | Yoshifumi Sasahara | Masaki Tachihara | Yoshifumi Sasahara        | 3 de dezembro de 2022  |
| 11 | "Estratégia Inicial" Transliteração: "Fuseki" (em japonês: 布石)                                          | Shigeru Ueda       | Satomi Ōshima    | Akira Nishimori           | 10 de dezembro de 2022 |
| 12 | "Irmãos" Transliteração: "Kyōdai" (em japonês: 兄妹)                                                      | Yasuhiro Minami    | Satomi Ōshima    | Akira Nishimori Gorō Kuji | 17 de dezembro de 2022 |
| 13 | "Incenso de Xiangfu" Transliteração: "Sōfukō" (em japonês: 想夫香)                                        | Ryō Yasumura       | Satomi Ōshima    | Chizuru Miyawaki          | 24 de dezembro de 2022 |